# Georgette Anys
Georgette Anys (* 15. Juli 1909 in Bagneux; † 4. März 1993 in Les Mureaux) war eine französische Film- und Theaterschauspielerin.

## Leben
Georgette Anys wurde nach der Schulzeit als Operetten- und Cabaret-Darstellerin aktiv. Nachdem sie 1930 bereits eine kleine Filmrolle gespielt hatte, war sie ab 1950 regelmäßig in Nebenrollen zahlreicher französischer Unterhaltungsfilme zu sehen, außerdem spielte sie noch Theater. Zu ihren bekanntesten Rollen zählen die treue Haushälterin von Cary Grant in Alfred Hitchcocks Filmklassiker Über den Dächern von Nizza (1955) sowie die Mutter der von Leslie Caron gespielten Titelfigur in Fanny (1961). Bis Mitte der 1980er Jahre wirkte Anys an über 110 Film- und Fernsehproduktionen mit. Sie starb mit 83 Jahren an einer Krebserkrankung.

## Filmografie (Auswahl)
- 1930: Der König der Nassauer (Le roi des resquilleurs)
- 1951: Ohne Angabe der Adresse (…Sans laisser d'adresse)
- 1951: Unter dem Himmel von Paris (Sous le Ciel de Paris coule la Seine)
- 1952: Fanfan, der Husar (Fanfan la Tulipe)
- 1953: Innocents in Paris
- 1954: Madame Dubarry (Madame Du Barry)
- 1954: Serenade für zwei Pistolen (Les femmes s'en balancent)
- 1955: Über den Dächern von Nizza (To Catch a Thief)
- 1956: Zwei Mann, ein Schwein und die Nacht von Paris (La traversée de Paris)
- 1957: Spione am Werk (Les espions)
- 1958: Der Tag und die Nacht (Le miroir à deux faces)
- 1959: Die Nacht der Gehetzten (La nuit des traqués)
- 1961: Fanny
- 1961: Jessica
- 1962: 40 Millionen suchen einen Mann (Love is a Ball)
- 1962: Champagner in Paris (Bon Voyage!)
- 1965: Und die Wälder werden schweigen (Le chant du monde)
- 1965: Der Schuß (Moment to Moment)
- 1967: Allô Police (Fernsehserie, 1 Folge)
- 1975: Zig Zig (Zig-Zig)
- 1978: Als Hitler das rosa Kaninchen stahl (Fernsehfilm)
- 1980: Fantomas (Vierteiler, eine Folge)
- 1984: Cheech & Chong – Weit und breit kein Rauch in Sicht (Cheech & Chong's The Corsican Brothers)